# Troki (gmina)
Gmina Troki (lit. Trakų seniūnija) – gmina w rejonie trockim okręgu wileńskiego na Litwie. Siedzibą administracji są Troki. 